# Stado (święto)

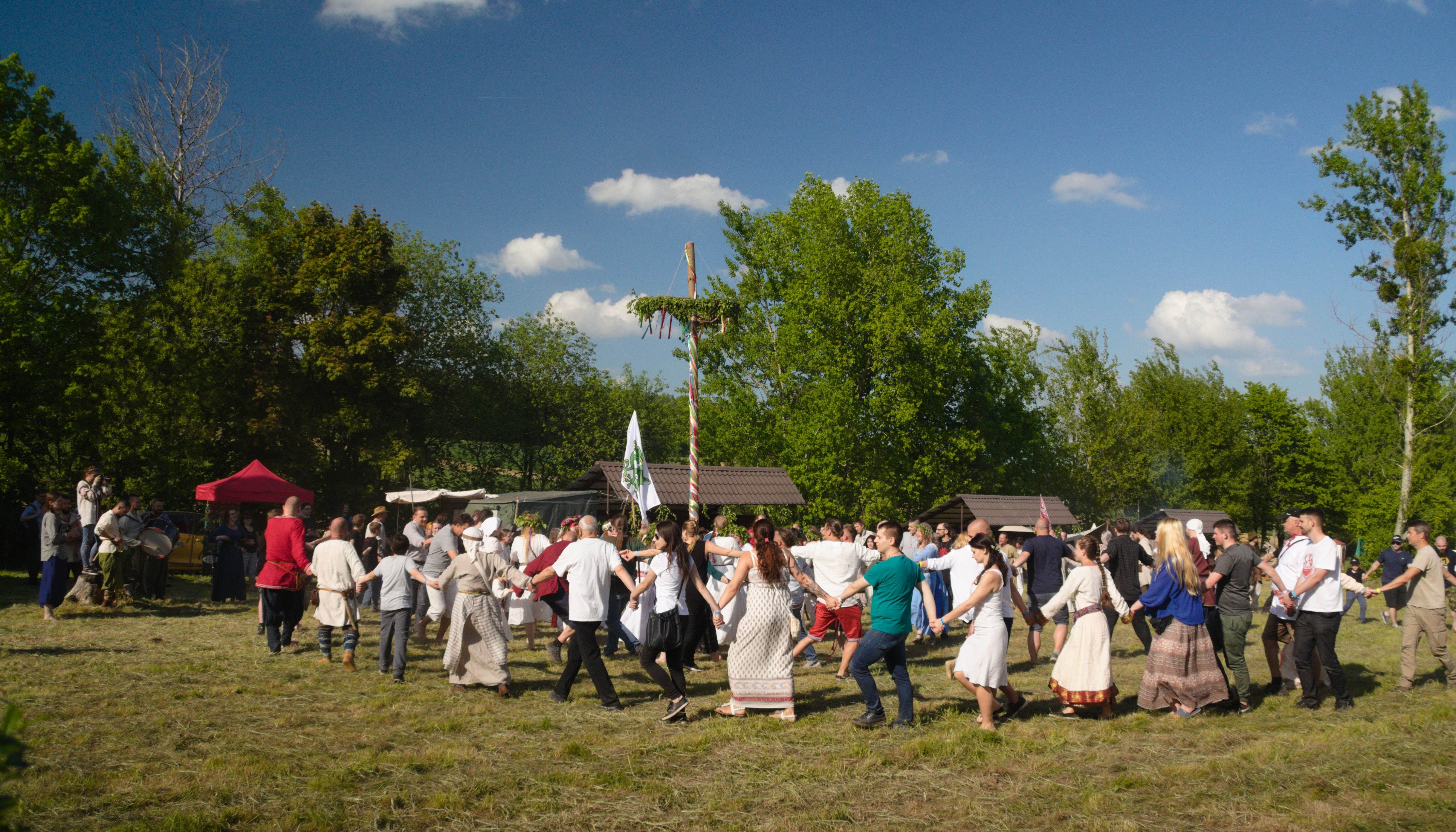
Taniec wokół Słupa Majowego podczas obchodów święta Stado w Sulistrowicach (2019)

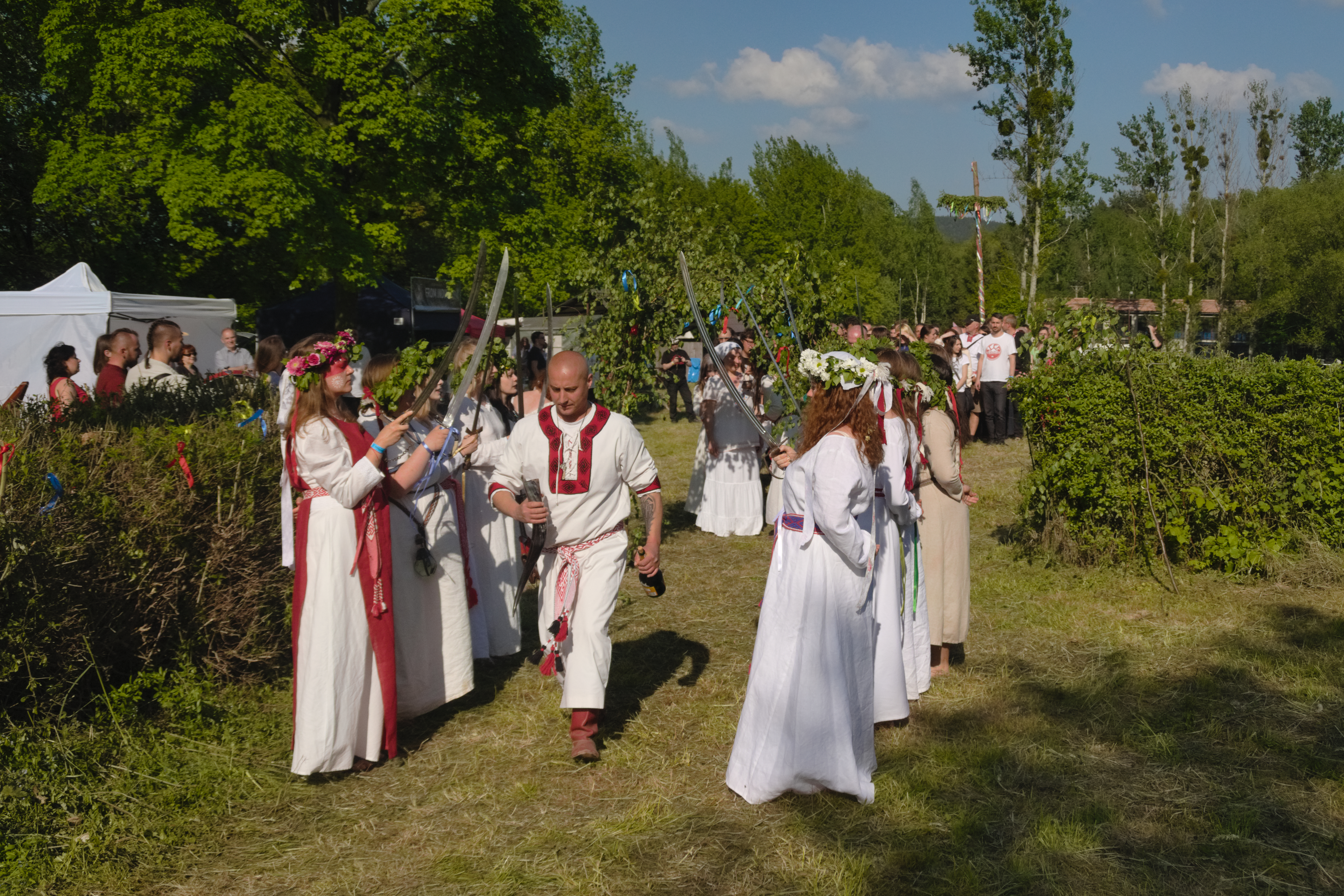
Przejście pomiędzy szpalerem kobiet trzymających uniesione szable podczas święta Stado (2019)

Stado – święto słowiańskie, wywodzące się z czasów przedchrześcijańskich, najprawdopodobniej związane z kultem płodności. Jego pozostałością w kulturze ludowej są Zielone Świątki. Współcześnie obchodzone w Polsce przez rodzimowierców słowiańskich.

## Historia i obecność w folklorze
Prawdopodobnie pierwsza wzmianka o Stadzie pojawia się w Postylli Łukasza z Wielkiego Koźmina (ok. 1405–1412), który w jednym z kazań na Zielone Świątki  wspomina o gromadach ludzi, „które w języku Polaków nazywają »stada«”, dodając, że w tych dniach urządza się obrzęd, którego elementem są „tańce wykonywane przez dziewczęta z mieczami, jakby na ofiarę demonom, a nie Bogu czynione, i przez chłopców uzbrojonych w miecze i kije, które nawzajem sobie rozłupywali”.
Informacja o Stadzie pojawia się także w pierwszym tomie Kronik Jana Długosza (1455), który opisuje je jako igrzyska urządzane w pewnej porze roku na cześć bóstw. Miało być to radosne święto, w czasie którego zbierali się mieszkańcy całej wsi i okolic. Obchodom święta towarzyszyły śpiewy i tańce, a jego głównym elementem były zawody sportowe. Według kronikarza święto to obchodzone było w okolicy chrześcijańskich Zielonych Świątek. Podobne święto, jednak bez podania nazwy, jest także często potępiane w kazaniach XV-wiecznych kaznodziejów i moralistów .
O starosłowiańskim święcie obchodzonym we wtorek lub środę około Zielonych Świąt wspomniał także Kosmas z Pragi, odnotowując, że tańce i igrzyska poświęcone były duchom przodków. Również na Rusi w siódmy czwartek po Wielkanocy zbierano się pod brzozami, składano ofiary z kaszy, pierogów i jajecznicy, a następnie śpiewano i tańczono. Na obszarze Rusi w okolicach Zielonych Świątek obchodzono także podobne do wspomnianego przez Długosza Stada tygodniowe święto, zwane rusałczym tygodniem. Możliwe zatem, że było to ogólnosłowiańskie święto, którego obchody trwały nawet tydzień, a jego kulminacją była Noc Kupały.
Zdaniem Karola Potkańskiego w XVI wieku nastąpiła chrystianizacja święta, a jego pozostałością jest ludowy odpust zielonoświątkowy .

## Współczesność
Od roku 2016 polskie środowisko rodzimowiercze, skupione w ramach Konfederacji Rodzimowierczej, organizuje ogólnopolskie obchody święta, zrekonstruowanego do rodzimowierczej formy na podstawie kwerend archiwalnych, etnograficznych i folklorystycznych. W 2016 roku obrzęd na Stadzie poprowadziło 11 żerców, co czyniło je największym świętem w dotychczasowej historii rodzimowierstwa w Polsce .
Do roku 2018 obchody odbywały się we współpracy z Grodziskiem Owidz, mając charakter publicznego festiwalu obejmującego oprócz obrzędów także wykłady, warsztaty i inne formy rozrywki. Kluczowym elementem święta jest wstąpienie pary bóstw Łado i Leli w ciała dwóch dziewcząt, pod których postacią wędrują one w orszaku pomiędzy ludźmi, otrzymując od nich różne dary w ofierze. Ów zwyczaj został zrekonstruowany przez rodzimowierców w oparciu o zachowany w Chorwacji rytualny pochód dziewcząt z mieczami lub szablami, noszący nazwę ljelje/kraljice i wpisany w 2009 roku na listę Niematerialnego Dziedzictwa Kulturowego UNESCO.
Święto Stado współcześnie często wiązane jest z rytualnymi praktykami odbywanymi również podczas Nocy Kupały, co podkreśla ich wspólne korzenie związane z odradzającym się kultem płodności i związkiem człowieka z naturą.